# Kubanische Frauen-Handballnationalmannschaft
Die kubanische Frauen-Handballnationalmannschaft repräsentiert den Handballverband Kubas als Auswahlmannschaft auf internationaler Ebene bei Länderspielen im Handball gegen Mannschaften anderer nationaler Verbände.

## Platzierungen bei Wettbewerben

### Olympische Spiele
keine Teilnahme 

### Weltmeisterschaften
- Weltmeisterschaft 1999: 21. Platz (von 24 Mannschaften)
- Weltmeisterschaft 2011: 23. Platz (von 24 Mannschaften)
- Weltmeisterschaft 2015: 23. Platz (von 24 Mannschaften)
- Weltmeisterschaft 2019: 21. Platz (von 24 Mannschaften)
- Weltmeisterschaft 2025: qualifiziert[1]

### Panamerikameisterschaften
- 1999: 2. Platz (von 6 Mannschaften)
- 2011: 3. Platz (von 8 Mannschaften)
- 2015: 2. Platz (von 12 Mannschaften)

### Nordamerikanische und karibische Handballmeisterschaft
- 2015: 1. Platz (von 6 Mannschaften)
- 2017: keine Teilnahme
- 2019: 1. Platz (von 7 Mannschaften)
- 2021: keine Teilnahme
- 2023: 4. Platz (von 5 Mannschaften)
- 2025: 1. Platz (von 5 Mannschaften)

### Panamerikanische Spiele
- 1987: 4. Platz (von 5 Mannschaften)
- 1995: 4. Platz (von 5 Mannschaften)
- 1999: 3. Platz (von 6 Mannschaften)
- 2007: 2. Platz (von 8 Mannschaften)
- 2015: 5. Platz (von 8 Mannschaften)
- 2019: 3. Platz (von 8 Mannschaften)
- 2023: 6. Platz (von 8 Mannschaften)

### Zentralamerika- und Karibikspiele
- 2006: 1. Platz
- 2014: 1. Platz
- 2019: 3. Platz
- 2023: 1. Platz

## Spielerinnen
Zu den bekannten Spielerinnen zählen Imara Valdés (1986–2024), Gleinys Reyes und Lorena Téllez.
Spielerinnen aus Kuba sind mit oder ohne staatliche Genehmigung auch im Ausland aktiv, so in Spaniens erster und zweiter Liga.
Einige Spielerinnen des kubanischen Verbandes nutzten Auslandsaufenthalte zur Flucht aus dem sozialistisch regierten Staat. Die Nordamerikanische und karibische Meisterschaft 2025, bei der Kuba das Turnier gewann, bestritt das Team zuletzt mit nur noch zwölf Spielerinnen, nachdem sich drei (Naomis Mustelier, Islenia Parra, Nahomi Rodríguez) während des Turniers in Mexiko von der Delegation abgesetzt hatten.